# Spec Ops: The Line
『Spec Ops: The Line』（スペックオプス ザ・ライン）は、Yager Developmentが開発し、2K Gamesより販売されているサードパーソン・シューティングゲームである。2012年6月26日（北米）および6月29日（欧州）、Microsoft Windows、Xbox 360、PlayStation 3で同時にリリースされた。日本では同年8月30日にXbox 360、PlayStation 3用ソフトとしてリリースされた。日本のファンたちの間での愛称は”ドバイ”。
『Spec Ops』の題を冠しているものの、従来のシリーズとの繋がりはない。主人公マーティン・ウォーカー大尉に率いられたデルタフォースの精鋭は先立って派遣された救助部隊の捜索任務を帯び、大災害に見舞われたドバイに派遣される。しかし捜索を続ける内に救助部隊の指揮官ジョン・コンラッド大佐が軍の指揮を離れ独断で街を支配している事を知り、彼の暗殺に向かう事になる。シナリオライターらは本作のシナリオは多くの小説から影響を受けていると語っており、特にジョゼフ・コンラッドの小説『闇の奥』および『闇の奥』を原作としたフランシス・フォード・コッポラの映画『地獄の黙示録』からの影響が大きいという。例えばジョン・コンラッド大佐のキャラクターは『闇の奥』の登場人物クルツ氏に基づいている。

## ゲームプレイ
『Spec Ops: The Line』はカバーシステムと分隊指揮システムを備えたTPSである。アサルトライフルや拳銃を始めとする各種銃器が装備可能で、スコープやサプレッサーなどの特殊機能を有しているものもある。シングルプレイヤーにおける分隊指揮システムでは、特定の敵兵を集中して攻撃させたり、あるいは負傷した味方の救助を命じたりすることできる。ゲームが進むにつれてウォーカーは様々な幻覚に苛まれるようになり、チームのメンバーへの命令や敵を殺傷した際の台詞も徐々に変化していく。
マルチプレイヤーには、6つのゲームモード、7つのマップ、兵科の編集、ランキング、チャレンジなどの要素が含まれる。

## ストーリー
ゲーム開始時点から6ヶ月前、史上最大級の砂嵐がアラブ首長国連邦・ドバイを覆いつつある中、ドバイ在住の政府高官や富豪たちは他の市民や外国人を残して秘密裏に脱出計画を立てていた。アメリカ陸軍第33歩兵大隊(33rd Infantry Battalion)、通称Damned 33rd の指揮官であり、かつて「パットン以来の英雄」とも呼ばながらアフガン派遣時の失敗が元で心的外傷後ストレス障害に苦しめられているジョン・コンラッド大佐は、米本土に帰還してまもなくして砂嵐のニュースを聞き、名誉挽回の好機として救助任務への参加を志願したのである。
しかし砂嵐が激しさを増す中、コンラッドは脱出を断念。砂の中でラジオ塔を残して外部との連絡手段を失った孤立した33部隊は難民と共にドバイ市内に留まることになる。依然として砂嵐が吹き荒れるドバイ市内では水を始めとする物資が枯渇すると共に治安が悪化し、やがて33部隊は秩序を維持するべく戒厳令を宣言した。その後、33部隊は難民と共にドバイからの脱出を試みる旨の通信を行う。これを受けてアラブ首長国連邦政府当局はドバイが無人地帯化した事を宣言し、ドバイへの侵入は完全に禁じた。また米政府当局は33部隊の全滅を認めた。こうして、ドバイからの情報は一切途絶えてしまった。
ゲーム開始時点から2週間前、「こちらは米陸軍、ジョン・コンラッド大佐。ドバイ脱出の試みは完全に失敗。犠牲者が多すぎる」というメッセージがドバイから発信された。このメッセージは録音されたもので、繰り返しループ再生されているという。これを受けて、アメリカ陸軍は生存者の有無およびコンラッド大佐の生死を調査するべく3名のデルタフォース隊員、すなわちマーティン・ウォーカー大尉、アルフォンス・アダムス中尉、ジョン・ルーゴ軍曹の3名を現地に派遣するのだった。

### ゲーム開始後
ゲームは空中戦のシーンから始まる。ウォーカーとルーゴはアダムスの操縦するUH-60ヘリコプターに搭乗しており、ウォーカーはドアガンを使って追跡してくる別のヘリコプターを迎撃していくが、やがて彼らの乗ったUH-60は砂嵐の中で墜落してしまう。
続いて回想が始まる。砂嵐吹き荒れる中、ウォーカー、アダムス、ルーゴのチームは砂漠を歩きドバイを目指していた。避難民の亡骸や放置車両に埋め尽くされた幹線道路の先で、チームは武装した避難民の生き残りによる襲撃を受ける。さらに33部隊のパトロールチームからの救援を求める通信を傍受し、難民を駆逐しつつ救助に向かうが、彼らが到着した頃にはほとんどの兵士が殺されていた。最後の1人も、仲間が武装難民らの拠点まで連れ去られたと話して息絶えてしまう。ウォーカーは当初の命令に反して連れ去られた兵士の救助、そして33部隊およびコンラッドの救助を決断する。武装難民の拠点に到達して以降、チームは"DJ"ことロバート・ダーデンがドバイ内に流しているラジオ放送をしばしば聞くことになる。ダーデンはかつて従軍記者として33部隊と共にアフガニスタンに派遣されていた元ジャーナリストである。
やがてチームはこの数ヶ月間に起こった凄惨な出来事の痕跡を辿っていく。それらの痕跡は、脱出に失敗してドバイに留まった33部隊が秩序の維持するべく粛清と虐殺を繰り返し、今や避難民を恐怖で支配していることを示唆していた。この体制に反発した33部隊の将兵もいたが、多くはコンラッドにより処刑された。さらに中央情報局(CIA)が何らかの理由から介入しており、ドバイに潜入したエージェントらは避難民の一部を武装化して33部隊に対する「反乱軍」を組織していた。一方でウォーカーはカブールでの作戦中にコンラッドに命を救われた経験がある為、数々の蛮行へのコンラッドの関与を信じ切れないでいた。
チームは避難民を借り集めようとしている33部隊の一団に遭遇し、彼らを仲裁しようと試みた。しかし33部隊員らがチームをCIAのエージェントだと思い込んで銃撃した事から、結果としてアメリカ兵同士での銃撃戦となってしまった。チームは生き残ったものの、多くの「同胞」を殺した事から3人の間で徐々に動揺が広がり始める。生き残った33部隊の一団は一部の避難民を連れて撤退していった。ウォーカーは連れ去られた避難民の救助とコンラッド捜索の為に追跡を決意する。
その後、チームは"DJ"のラジオからCIAのエージェント、ダニエルズ捜査官が33部隊に囚われ拷問されている事を知り、救助に向かう。しかし、チームが到着した時点でダニエルズは殺されており、33部隊が待ち伏せていた。その放送は別のCIAエージェントであるグールド捜査官をおびき出す為の罠だったのである。チームはグールドと彼の率いる反乱軍の援護もあり包囲からの脱出に成功する。直後にグールドは囚われ殺害されてしまうものの、「ゲート」と呼ばれる場所でグールドが何らかの作戦を計画していたことを知ったウォーカーは、チームを率いて「ゲート」に向かう。
到着した「ゲート」は大勢の33部隊員により厳重に守備されていた。ウォーカーはルーゴの異議を無視し、付近にあった迫撃砲と白燐弾を用いて守備隊の撃滅を試みる。ウォーカーは守備隊からの銃撃が無くなるまで、「ゲート」前の陣地に白燐弾を打ち込み続けた。悲鳴と白煙に満たされた陣地を進むチームは、瀕死の33部隊員を見つける。やがて白煙が晴れはじめると共に、その33部隊員の言葉からウォーカーは恐るべき真実を知った。彼らが追っていた33部隊の一団は純粋に避難民の避難誘導を行なっていたのであり、陣地の奥では47人の避難民がウォーカーの撃った白燐弾に焼かれて死んでいた。アダムスとルーゴからの非難を受け、自らがこの47人を殺したという事実を受け入れられなかったウォーカーは心を病み、47人の死は白燐弾を撃たざるを得ない状況に持ち込んだ33部隊の責任であると主張しはじめた。ウォーカーとチームは33部隊に対する「復讐」に乗り出す。
33部隊を駆逐しながらコンラッドを捜索していたチームは、拘束されたまま白燐弾で焼き殺された33部隊のコマンド隊員らの死体を見つける。ウォーカーはその近くで小型の無線機を発見し、それを使ってコンラッドとの会話を試みるが、コンラッドはウォーカーの行動の倫理性を問いはじめる。コンラッドの誘導に従い辿り着いた先では、2人の人間が生きたまま吊るされていた。1人は水泥棒の避難民で、もう1人はその水泥棒を捕まえる際に罪のない家族5人を殺害した兵士だとコンラッドは説明し、どちらか片方を殺さねばならないとウォーカーに告げる。アダムスとルーゴは無視して進むべきだと主張し、ウォーカーの行動に対する疑念を一層と深めていく。その後、彼らはドバイ最後の水の供給源であるアンダーウォーター・アクアティック・コロシアムへの攻撃を率いているCIAエージェントのリグス捜査官と出会う。リグスはチームに対し、33部隊の水の供給を断つ事で作戦行動を制限する事がドバイに平和をもたらす第一歩になると語り協力を求める。チームとリグスは厳重な警備を突破して飲料水を満載したタンクローリーを33部隊から奪いとりコロシアムから脱出するが、直後にリグスは意図的にタンクローリーを横転させた。車体の下敷きになりながらもリグスはウォーカーに語る。33部隊の暴走が周辺諸国に察知されると米政府が国際的非難を浴びる可能性が高く、リグスの使命は33部隊だけではなく避難民を含む全ての生存者を抹殺する事であった。こうしてドバイにおける水の供給は完全に絶たれ、街の死は確実なものとなる。
チームは生き残っている避難民に警告を与え、また避難の誘導を行うべく"DJ"が放送を行なっているラジオ塔に向かうことになる。その最中にもチーム内での衝突が増え始め、ウォーカーも徐々に幻覚に苦しめられるようになる。チームが放送室に踏み込むと"DJ"はすぐに降伏し、自らが製作したPAシステムの操作法を説明する。それが終わった瞬間、ルーゴはアダムスの静止を無視して"DJ"を射殺した。ウォーカーは放送用マイクを使い、避難民に対して自分たちが救助の為に派遣されてきた事を宣言するが、すぐに放送を聞いていた33部隊の兵士がチームを駆逐するべくラジオ塔に集まり始める。チームは屋上に降りたUH-60ヘリコプターを乗っ取り、ラジオ塔から脱出する。ドアガンに付いたウォーカーはコンラッドに33部隊に対する復讐心を知らしめようとラジオ塔のアンテナを破壊する。やがて別の追跡ヘリコプターが現れ、ゲーム冒頭のシーンに繋がる。
墜落後、チームは散り散りとなってしまう。ウォーカーはアダムスとの合流に成功するが、ルーゴは避難民キャンプの中で吊るされリンチに晒されていた。避難民を追い払いルーゴの蘇生を試みるウォーカーだったが、すぐにルーゴは息を引き取ってしまった。この段階でウォーカーの幻覚は酷く悪化しており、アダムスも公然とウォーカーに逆らうようになる。やがてウォーカーはコンラッドの司令部がある「タワー」に向かう事を決断し、無線機を使いコンラッド本人に殺意を伝える。2人は「タワー」に接近したものの、その寸前で33部隊に包囲されてしまう。降伏する事で司令部に入ろうと提案するウォーカーに対し、アダムスは徹底抗戦と死を主張してウォーカーを止める。しかしウォーカーは最後の瞬間に逃亡し、アダムスの絶叫と銃声を聞きながら意識を失った。
気がつくと、ウォーカーは「タワー」のエントランスにいた。先へ進むとほんの数人の33部隊員らが降伏を申し出、ウォーカーを敬礼で迎える。彼らに尋ねるとコンラッドは上階のペントハウスに居るという。ウォーカーはエレベーターで上階へ向かい、ついにコンラッドと相見える。ウォーカーはドバイで起きている悲劇は、精神を病みながらもカリスマ性を失わなかったコンラッドにより引き起こされたものだと信じていた。しかしペントハウスのデッキで腐乱したコンラッドの死体を発見した事で目を背けてきた真実に気付かされることになる。ウォーカーはある段階から、自らの行動と凄惨な出来事の全てを正当化しようと一種の解離性同一性障害を発症していたのである。本物のコンラッドはゲーム開始以前、ドバイからの脱出失敗の責任の重さに耐え切れず自決しており、ゲーム中に接触してきたコンラッドは全てウォーカーだけが見て、聞いていた幻覚であった。コンラッドの幻影はまた、チームがドバイを離れる機会が何度もあったにもかかわらず、ウォーカー自身の英雄願望を正当化する為に生まれたのだと語る。さらに白燐弾の使用後、正気を保とうとしたウォーカーの心は、すべての責任を押し付けたコンラッドを「悪役」に定め、多くの出来事を歪めていたことも明かされる。これらの真実を語った後、コンラッドの幻影はウォーカーに拳銃を突きつける。

### エンディング
エンディングは選択により4つに分岐する。まずコンラッドと対峙した折にウォーカーが死亡する選択を行った場合、1つ目のエンディングとなり、コンラッドの腐乱死体の隣で拳銃自殺を遂げたウォーカーが映し出される。
ウォーカーの死を選ばなかった場合、場面は数日後に移る。行方不明になっていたデルタフォースの捜索に送り込まれた米陸軍小隊は、コンラッドの制服を着て「タワー」の前に座り込んでいるウォーカーを発見する。錯乱した様子のウォーカーはAA-12散弾銃で武装しており、米兵たちは彼に冷静になって武器を捨てるよう求める。
- 武器を捨てた場合。ウォーカーは米兵たちと共に帰国する。
- 武器を捨てず、米兵を銃撃し、その中で死亡した場合。米兵たちに取り囲まれつつ、ウォーカーは血塗れになって死んでゆく。そして走馬灯の中で、アフガン従軍の折に本物のコンラッド大佐と交わした何気ない会話を思い出す。
- 武器を捨てず、米兵を銃撃し、さらに米兵を皆殺しにした場合。米兵の死体から拾い上げた無線機に「ドバイへようこそ、紳士諸君」(Gentlemen, welcome to Dubai)と言い残し、再び「タワー」の廃墟へと消えてゆく。このセリフは彼がドバイ到着の際、チームに対して言ったものと同じセリフであり、また「コンラッド」が最初に無線を通じて口にしたものと同じセリフである。

## 登場人物
- マーティン・ウォーカー大尉(Cpt. Martin Walker) 声：ノーラン・ノース
- アルフォンス・アダムス中尉(Lt. Alphonse Adams) 声：クリストファー・レイド（英語版）
- ジョン・ルーゴ二等軍曹(Staff Sgt. John Lugo) 声：オミッド・アブタヒ（英語版）
- ジョン・コンラッド大佐(Col. John Konrad) 声：ブルース・ボックスライトナー
- "DJ"ロバート・ダーデン(Robert Darden) 声：ジェイク・ビジー
- ジェフ・リグス捜査官(Agent Jeff Riggs) 声：パトリック・クイン(Patrick Quinn)
- リック・グールド捜査官(Agent Rick Gould) 声：クリス・コックス
- トーマス・ダニエルズ捜査官(Agent Thomas Daniels) 声：リック・パスカローネ(Rick Pasqualone)

## テーマ
シナリオのメインライターであるWalt Williamsは、作中の出来事に関する解釈はプレイヤーに委ねると述べている。その上で、「私の解釈としては、最初の墜落以降の全ての出来事は、地獄のような空間におけるウォーカーの記憶の追体験である」「例えばコンラッドはウォーカーの妄想ではないと解釈する事もできるだろうが、地獄のような死後の世界における罪の投影とも考えられるし、どう見るかはあなたが選べばいい」と述べている。その他の解釈についても開発スタッフ間で議論されており、その1つはウォーカーが救出され帰国するエンディングを幻覚として扱うか否かであった。
本作に対する批評では、しばしばゲームにおける「力学」、すなわちプレイヤーの選択とそれに対する反応の組み合わせがポピュラーなFPSゲームのそれとは非常に対照的な点、および本物の戦争との対比でいかに滑稽に見えるのかを示す事を目的にFPSにおけるクリシェを多用している点が指摘される。一部の批評家は、本作は同ジャンルの他の作品と対照的に、戦闘がプレイヤーにとって「楽しい体験」である事を意図しておらず、むしろ物語を通して現実感が欠落し道徳的に曖昧な現実逃避的な空想を提供している同ジャンルそのものを批判していると考えている。「白燐弾」のシーンはしばしば議論の的となった。
虐殺は不要であったという批判に対し、Williamsは感情的影響を引き起こす為にはそのシーンが必要であったとした。同シーンの舞台装置はプレイヤーの怒りを呼び起こす目的があり、Williamsは「1つの最も単純なエンディングは、プレイヤーがコントローラーを置きゲームを中断することだ」と語っている。
本作については数多くの記事が書かれた。Russ Pittsはレビューサイト『Polygon』に掲載する為にWalt Williams、Cory Davis Richard Pearseyらにインタビューを行った。David Rayfieldは本作の発売直後から重ねられてきた議論の存在そのものが後発のプレイヤーに対する本作の影響を薄めているのではないかと指摘した。Patrick Lindseyは、本作はジャンルにおける決まり事に則っているが故に「深い」(profound)作品にはならないと述べた。Brad Gallawayもゲームシステムに対する融通のきかない保守的な姿勢が本作の足を引っ張っていると述べている。Corey MotleyはGallawayのレビューに対する意見の一部として、本作を「安っぽく、デタラメな罪悪の戦術」(cheap, bullshit guilt tactics)と呼んだ。Alec MeerはRock, Paper, Shotgunの記事にて本作に悪い評価を与えた。Nick DinicolaとBrandon Karattiは、本作が過去のゲームでの殺人について振り返る機会を設けたと述べた。Raymond Neilsonは本作について「非常に興味深く、おそらくは重要であるが、失敗した」(supremely interesting...Perhaps even important...It does however, fail)と表現した。ジャーナリストのトム・ビッセルは、Grantland.com向けに書かれたプレイヤーたちが何故シューティングゲームをプレイするかという内容の記事の中で本作について触れている。批評家Brendan Keoghは本作に対する批判的分析として、『Killing is Harmless: A Critical Reading of Spec Ops: The Line』（殺人は無害である：Spec Ops: The Lineの批判的読解）と題した記事を電子書籍の形で発表した。アートディレクターのMathias WieseとJason Flanaganはゲーム雑誌『Edge』誌の取材を受けている。

## 開発
『Spec Ops』は1998年の『Spec Ops: Rangers Lead the Way』から始まったミリタリー・アクションゲームのシリーズだったが、以後の続編も含めて評価は芳しいものではなく、2002年の『Spec Ops: Airborne Commando』を最後に途絶えていた。2003年のテイクツー・インタラクティブ社の業績報告書には、Rockstar Gamesと共に本作の続編を制作する旨が明記されていたが、このプロジェクトは2005年初頭にキャンセルされた。後にRockstar Vancouverが明らかにしたところによれば、この封印されたプロジェクトでは、クイーンズ・オブ・ザ・ストーン・エイジのジョシュ・オムがサウンドトラックを担当することになっていたという。
2005年から2009年まで、シリーズの権利は依然としてテイクツーが保持していたものの、新たなプロジェクトの発表などは行われなかった。2009年12月12日、Spike Video Game Awardsにおいてシリーズの新作に関する発表が2Kにより行われた。この発表では数分間のトレーラーが公開され、またゲームの設定に関する説明が行われた。その後のプレスリリースにはゲームの詳細や価格に加え、2011年中の発表を予定する旨が記されていた。さらにまもなく公式サイトが設置され、あわせて公開された新たなトレーラーでは2011年11月発売予定とされていた。
本作はかつてYagerが2Kに提出したものの却下されたゲームがベースとなっている。このゲームを却下した折、2KはYagerに『Spec Ops』シリーズの新作の製作を求めたのである。新たな『Spec Ops』のゲーム内容については軍事をテーマとする以外の制限は一切与えられなかった。本格的な開発は2007年より開始された。
E3 2010では、2KによってXbox 360向けのマルチプレイ専用ベータ版の存在が明かされた。マルチプレイ専用ベータは2010年11月15日に終了した。このマルチプレイ部分は別の開発チームが担当していたが、YagerのリードデザイナーCory Davisはこの部分を「プロジェクト全体および本作の認識に対する大きな不利益」(at the detriment of the overall project and the perception of the game)と酷評している。

それは我々がシングルプレイヤーでの経験で与えた意味のあるもの全てにマイナスの光を投げかける。マルチプレイヤーのトーンは全く異なっていて、ゲームの構造はそれを実現する為にめちゃくちゃにされた。金を溝にすてるようなものだ。我々は誰もそれを遊んでいないし、パッケージの一部だとも思っていない。このディスクに突っ込まれた全く別のゲームは、Yagerのチームが精魂を込めて作り上げた作品における経験を破壊せんと脅かす癌のようなものだ。
音楽はエリア・クミラルが担当し、主にギターベースの曲が用いられた。そのほか、アリス・イン・チェインズの『Rooster』、ビョークの『Storm』、The Black Angelsの『The First Vietnamese War』、Black Mountainの『Stormy High』、ディープ・パープルの『Hush』、インナー・サークルの『Bad Boys』、ジミ・ヘンドリックスの『1983... (A Merman I Should Turn to Be)』および『The Star-Spangled Banner』、マーサ&ザ・ヴァンデラスの『Nowhere to Run』、モグワイの『Glasgow Mega-Snake』および『R U Still in 2 It』、ナイン・インチ・ネイルズの『The Day the World Went Away』、ジュゼッペ・ヴェルディの『レクイエム』など、既存の曲も使用された。

## 評価
本作は多くの批評家から肯定的に捉えられた。特にシナリオやテーマ、暴力描写に対する挑発的な姿勢などが高く評価されたが、その一方でマルチプレイヤー部分の評価はおおむね低い。『IGN』では本作に10点中8点のスコアを与え、ストーリーやビジュアル面を高く評価し、操作性の問題やマルチプレイヤーの退屈さを批判した。『Game Informer』誌では10点中7.75点のスコアで、やはりストーリー面を評価しつつ、目新しさのない戦闘およびマルチプレイヤー部分を批判した。『Official Xbox Magazine』誌では10点中8.5点のスコアで、ストーリーのほかに出来の良いAIやゲーム中のドバイにまつわる設定の目新しさを評価する一方、当初はゲーム内で非常に重要な役割を果たすと宣伝されていた砂に関する要素が、実際にはほとんどスクリプト化された演出であった部分を批判した。
『Destructoid』では10点中8.0点のスコアで、ストーリーを評価する一方、AIとグラフィック面を批判し、特にグラフィックについては「玉石混交」(mixed bag)と表現されている。G4 TVの番組『X-Play』ではストーリーとマルチプレイヤーを評価し、いくつかのバグがあることも踏まえ、本作を星5つ中の4個半と評価した。ゲーム雑誌『Edge』誌では10点中7点の評価を与え、本作のストーリーとテーマが『Modern Warfare』や『Medal of Honor』に対する挑戦であったのではないかと推測している。
ビデオゲームジャーナリストのBen "Yahtzee" Crosshaw氏はWebシリーズ『Zero Punctuation』で本作をレビューし、やはりストーリーやテーマを非常に高く評価し、一方で平凡なゲーム性を批判したが、概ね好意的なレビューを残した。またYahtzee氏は後に『Extra Punctuation』内の記事で本作の「白燐弾」のシーンに触れ、次のように述べた。

『Modern Warfare』では、従来のゲームのようにプレーヤーに嫌悪と恐怖を生むため、悪役の冷酷な行いによってショッキングなシーンを作る。だが『Spec Ops』では、ショッキングなシーンはあなた自身への嫌悪を生み、プレーヤー自身の引き起こすことのできる行いを恐れるように設計されている。

『ニューヨーク・タイムズ』紙にはChris Suellentropによるレビューが掲載された。このレビューではオープニングや根底のテーマを高く評価しつつ、胃が痛む(hard to stomach)ほどの暴力描写やショッキングなシーンについて配慮の不足があると批判し、『Far Cry 2』よりも好ましくないとされた。

### 受賞
2013年1月、Ben "Yahtzee" Crosshaw氏は本作を番組『Zero Punctuation』における「ゲーム性や機能的な面において優れているのではなく、最も遊ばれるべき。という点で優れているゲームである。」とコメントを残し、ゲーム・オブ・ザ・イヤー2012に選んだ。IGNでもBest PC Story of 2012に本作を選んでいる。Mature-Gaming.comではSurprise of 2012に本作を選び、プレイヤーの予想を効果的に裏切っていく手法を高く評価した。『エンターテインメント・ウィークリー』誌では、2012年のゲームベスト5に本作を選び、またウォーカー大尉を演じたノーラン・ノースを2012年度の最高の声優と評価した。

### 規制
本作は災害により荒廃したドバイを舞台としている事もあり、アラブ首長国連邦では販売が禁止されている。多くのゲーム規制の例と異なり、この規制はアラブ首長国連邦の国家メディア評議会が本作のみを対象に行ったものである。関連のウェブサイトへのブロックも行われ、さらに湾岸協力会議の加盟国であるヨルダンやレバノンに対しても同様の規制を求めた。小売店での販売だけではなく、ダウンロード販売もブロックされている。Steamでも対象地域からの購入は行えず、PSNでも中東地域からは購入できない。